# Кудряшов Федір Васильович
Федір Кудряшов (рос. Фёдор Кудряшов, нар. 5 квітня 1987, Мамакан, СРСР) — російський футболіст, захисник клубу «Ростов» та національної збірної Росії.

## Клубна кар'єра

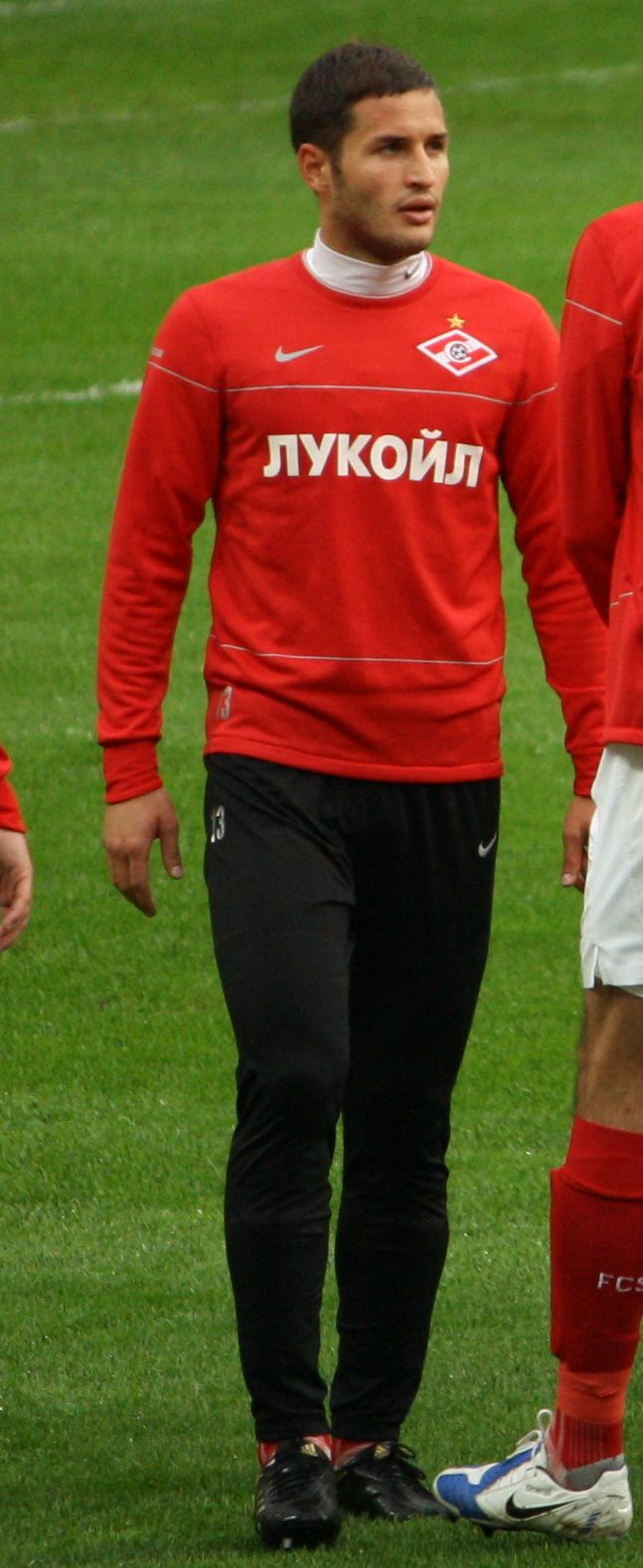
Кудряшов у складі московського «Спартака»

Федір Кудряшов народився в селищі Мамакан, що знаходиться в Бодайбинському районі Іркутської області. У віці дев'яти років зі сім'єю переїхав до Братська, де батько віддав його в футбольну школу місцевого клубу «Сибіряк», в якій Кудряшов став грати на позиції лівого захисника. У 2003 році зіграв за основний склад три гри. У 2004 році провів 14 матчів і забив один м'яч, а також дебютував у Кубку Росії. У тому ж році виграв в складі збірної Сибіру турнір в Краснодарі. На цьому турнірі був директор московського «Спартака» Сергій Шавло, який запросив його на перегляд в дублюючу команду.
У березні 2005 року Кудряшов перейшов у «Спартак», який заплатив за перехід захисника 30 тисяч доларів. За «Спартак» Кудряшов уболівав з дитинства, як і його батько. Перший сезон грав у дублі. У 2006 році почав залучатись до тренувань з основним складом, як один з найкращих гравців дубля. У тому ж році дебютував у прем'єр-лізі в останньому турі в грі проти «Крила Рад». У червні 2008 року був відданий в оренду клубу «Хімки» до завершення сезону, а потім повернувся в «Спартак». На передсезонному зборі 2007 року Кудряшов часто награвався в основному складі. У сезоні зіграв 11 матчів за основу, включаючи 2 гри в Кубку УЄФА. У грі з «Сатурном» отримав відкритий перелом кісток носа й струс мозку. На початку 2008 року зіграв матч в Кубку УЄФА проти марсельського «Олімпіка», в якому його клуб програв 0:3, ставши одним з найгірших гравців зустрічі.
У червні 2008 року Кудряшов знову був відданий в оренду в «Хімки» для отримання ігрової практики. Кудряшов зіграв всі матчі команди за винятком зустрічі зі «Спартаком». У 2009 році повернувся в «Спартак» і провів за основний склад команди 9 ігор; частина матчів пропустив через травми. У 2010 році знову зіграв 9 ігор за основний склад «червоно-білих».
26 серпня 2010 року на правах оренди перейшов у «Том». 29 серпня 2011 року був орендований «Краснодаром» з можливістю першочергового викупу трансферу. У складі команди дебютував 10 вересня в матчі з «Рубіном», в якому його клуб переміг 3:1.
8 серпня 2012 підписав трирічний контракт з «Тереком».
15 січня 2016 року уклав контракт на три роки з «Ростовом». 12 травня 2016 року в матчі з московським «Динамо» відзначився першим голом в чемпіонаті Росії. За півтора року встиг відіграти за ростовську команду 35 матчів в національному чемпіонаті.
Влітку 2017 року приєднався до складу клубу «Рубін». 

## Виступи за збірні
Протягом 2007–2008 років залучався до складу молодіжної збірної Росії. На молодіжному рівні зіграв у 10 офіційних матчах.
У серпні 2016 року Кудряшов був викликаний у національну збірну Росії, де дебютував 31 серпня в матчі проти збірної Туреччини. Наразі провів у формі головної команди країни 7 матчів.
У складі збірної був учасником домашніх Кубка конфедерацій 2017 року та чемпіонату світу 2018 року.

## Статистика виступів

### У національній збірній
| Матчі Федора Кудряшова за збірну Росії | Матчі Федора Кудряшова за збірну Росії | Матчі Федора Кудряшова за збірну Росії | Матчі Федора Кудряшова за збірну Росії | Матчі Федора Кудряшова за збірну Росії | Матчі Федора Кудряшова за збірну Росії | Матчі Федора Кудряшова за збірну Росії |
| №                                      | Дата                                   | Суперник                               | Рахунок                                | Голи                                   | Змагання                               |                                        |
| -------------------------------------- | -------------------------------------- | -------------------------------------- | -------------------------------------- | -------------------------------------- | -------------------------------------- | -------------------------------------- |
| 1                                      | 31 серпня 2016                         | Туреччина                              | 0:0                                    | —                                      | Товариський матч                       |                                        |
| 2                                      | 6 вересня 2016                         | Гана                                   | 1:0                                    | —                                      | Товариський матч                       |                                        |
| 3                                      | 10 листопада 2016                      | Катар                                  | 1:2                                    | —                                      | Товариський матч                       |                                        |
| 4                                      | 15 листопада 2016                      | Румунія                                | 1:0                                    | —                                      | Товариський матч                       |                                        |
| 5                                      | 24 березня 2017                        | Кот-д'Івуар                            | 0:2                                    | —                                      | Товариський матч                       |                                        |
| 6                                      | 28 березня 2017                        | Бельгія                                | 3:3                                    | —                                      | Товариський матч                       |                                        |
| 7                                      | 5 червня 2017                          | Угорщина                               | 3:0                                    | —                                      | Товариський матч                       |                                        |
| 8                                      | 9 червня 2017                          | Чилі                                   | 1:1                                    | —                                      | Товариський матч                       |                                        |
| 9                                      | 17 червня 2017                         | Нова Зеландія                          | 2:0                                    | —                                      | Кубок конфедерацій 2017                |                                        |
| 10                                     | 21 червня 2017                         | Португалія                             | 0:1                                    | —                                      | Кубок конфедерацій 2017                |                                        |
| 11                                     | 24 червня 2017                         | Мексика                                | 1:2                                    | —                                      | Кубок конфедерацій 2017                |                                        |
| 12                                     | 7 жовтня 2017                          | Південна Корея                         | 4:2                                    | —                                      | Товариський матч                       |                                        |
| 13                                     | 10 жовтня 2017                         | Іран                                   | 1:1                                    | —                                      | Товариський матч                       |                                        |
| 14                                     | 11 листопада 2017                      | Аргентина                              | 0:1                                    | —                                      | Товариський матч                       |                                        |
| 15                                     | 14 листопада 2017                      | Іспанія                                | 3:3                                    | —                                      | Товариський матч                       |                                        |
| 16                                     | 23 березня 2018                        | Бразилія                               | 0:3                                    | —                                      | Товариський матч                       |                                        |
| 17                                     | 27 березня 2018                        | Франція                                | 1:3                                    | —                                      | Товариський матч                       |                                        |
| 18                                     | 30 травня 2018                         | Австрія                                | 0:1                                    | —                                      | Товариський матч                       |                                        |
| 19                                     | 5 червня 2018                          | Туреччина                              | 1:1                                    | —                                      | Товариський матч                       |                                        |

Загалом: 19 матчів / 0 забитих м'ячів; 5 перемог, 6 нічиїх, 8 поразок.

## Досягнення
Командні
- Прем'єр-ліга
  -  Срібний призер (4): 2007, 2009, 2011/12, 2015/16

Індивідуальні
- У списку 33 найкращих футболістів чемпіонату Росії (1): №3 (2015/16)